# Aschraf El Mahdioui
Aschraf El Mahdioui (IPA: [aʃraf el mahdiwi], ur. 24 maja 1996 w Amsterdamie) – holenderski piłkarz marokańskiego pochodzenia, występujący na pozycji defensywnego pomocnika w saudyjskim klubie Al-Taawon FC.

## Kariera klubowa

### Młodość
Do 2009 grał w klubie AFC DWS, z którego przeniósł się do AVV Zeeburgia. W tym klubie spędził lata 2009–2013 i został wypatrzony przez skautów Ajaxu, do którego trafił w 2013.

### Ajax
Do drugiej drużyny amsterdamskiego klubu (zwanej Jong Ajax) trafił w 2015. 18 września 2015, zadebiutował w seniorskich rozgrywkach, zmieniając w 65. minucie Abdelhaka Nouriego w wyjazdowym, przegranym 2:0 meczu 7. kolejki z Go Ahead Eagles. Pierwszego gola strzelił 23 listopada 2015, w wyjazdowym, zremisowanym 3:3 meczu z Jong PSV. Łącznie wystąpił w 23 meczach Eerste divisie sezonu 2015/2016, w których zdobył 3 bramki.

### ADO Den Haag
30 czerwca 2016 podpisał trzyletni kontrakt z ADO Den Haag. W Eredivisie zadebiutował 16 października 2016 w przegranym 0:2 meczu z Ajaxem, w 58. minucie gry wszedł na boisko za Rubena Schakena. Dla ADO nie udało mu się zdobyć bramki, a przez cały sezon pełnił rolę zmiennika. Po sezonie rozwiązał kontrakt z klubem.

### AS Trenčín
27 czerwca 2017 podpisał trzyletni kontrakt ze słowackim AS Trenčín. W Fortuna Lidze zadebiutował 23 lipca tego samego roku w wygranym 2:1 meczu z FK Senicą, grając pełne 90 minut. Pierwszą bramkę dla trenczyńskiego klubu zdobył 5 sierpnia 2017, w wyjazdowym, przegranym 2:1 meczu ze Spartakiem Trnawa. W pierwszym sezonie rozegrał 33 mecze, wszystkie w wyjściowym składzie, będąc kluczowym zawodnikiem. w styczniu 2019 doznał kontuzji kolana, która wykluczyła go z gry na 30 spotkań, aż do października 2019. W sezonie 2020/2021, po wyleczonej kontuzji ponownie stał się zawodnikiem pierwszego składu i rozegrał 30 meczów, w pełnym wymiarze czasowym. Łącznie, w ciągu czterech sezonów, rozegrał 115 meczów, w których zanotował 10 trafień i 10 asyst.

### Wisła Kraków
16 maja 2021, Wisła Kraków poinformowała o podpisaniu kontraktu z zawodnikiem. Dla Białej Gwiazdy zadebiutował w 26 lipca 2021, wychodząc na boisko w podstawowym składzie, meczu 1. kolejki Ekstraklasy sezonu 2021/2022, w domowym, wygranym 3:0 meczu z Zagłębiem Lubin. Pierwszą i jedyną bramkę dla krakowskiego klubu, zdobył 17 grudnia 2021, w domowym, wygranym 3:0 meczu 19. kolejki z Bruk-Bet Termalicą. Trafienie pomocnika zostało wybrane golem kolejki.

### Al-Taawon
21 stycznia 2022, El Mahdioui na zasadzie transferu definitywnego przeniósł się do Al-Taawon FC. Saudyjski klub wykupił piłkarza korzystając z klauzuli odstępnego zapisanej w kontrakcie (2,7 milionów dolarów i bonusy od przyszłego transferu). W Saudi Professional League zadebiutował 5 lutego 2022, w wyjazdowym, zremisowanym 1:1 meczu 19. kolejki z Al-Ahli Dżudda.

## Statystyki kariery
Aktualne na dzień 21 lutego 2022.
| Klub               | Sezon              | Liga               | Liga  | Liga | Puchar kraju | Puchar kraju | Kontynentalne | Kontynentalne | Suma  | Suma |
| Klub               | Sezon              | Poziom             | Mecze | Gole | Mecze        | Gole         | Mecze         | Gole          | Mecze | Gole |
| ------------------ | ------------------ | ------------------ | ----- | ---- | ------------ | ------------ | ------------- | ------------- | ----- | ---- |
| Jong Ajax          | 2015/2016          | Eerste divisie     | 23    | 3    | –            | –            | –             | –             | 23    | 3    |
| ADO Den Haag       | 2016/2017          | Eredivisie         | 13    | 0    | 3            | 0            | –             | –             | 16    | 0    |
| AS Trenčín         | 2017/2018          | Fortuna liga       | 33    | 6    | 1            | 0            | 4             | 0             | 38    | 6    |
| AS Trenčín         | 2018/2019          | Fortuna liga       | 16    | 1    | 4            | 1            | 8             | 0             | 28    | 2    |
| AS Trenčín         | 2019/2020          | Fortuna liga       | 14    | 1    | 1            | 0            | –             | –             | 15    | 1    |
| AS Trenčín         | 2020/2021          | Fortuna liga       | 30    | 1    | 4            | 0            | –             | –             | 34    | 1    |
| AS Trenčín         | Łącznie            | Łącznie            | 93    | 9    | 10           | 1            | 12            | 0             | 115   | 10   |
| Wisła Kraków       | 2021/2022          | Ekstraklasa        | 16    | 1    | 2            | 0            | –             | –             | 18    | 1    |
| Al-Taawon FC       | 2021/2022          | SPL                | 3     | 0    | 1            | 0            | –             | –             | 4     | 0    |
| Łącznie w karierze | Łącznie w karierze | Łącznie w karierze | 148   | 13   | 16           | 1            | 12            | 0             | 176   | 14   |

## Życie prywatne
Jego kuzyn Zakaria El Azzouzi również jest piłkarzem. Obecnie gra na pozycji napastnika w FC Brașov.

## Kontrowersje
12 marca 2015 El Mahdioui został aresztowany razem z dwoma ówczesnymi graczami młodzieżowej drużyny Ajaksu, Zakarią El Azzouzim i Sametem Bulutem, w związku z podejrzeniem napaści policjantki w cywilu. Funkcjonariuszka doznała urazów barku oraz różnych siniaków i wniosła oskarżenia przeciwko trzem piłkarzom. Dzień później Ajax ogłosił w oficjalnym komunikacie, że zawiesił graczy. W tym samym tygodniu jedynym podejrzanym w tej sprawie pozostał El Azzouzi.